# Silene fabarioides
Silene fabarioides là loài thực vật có hoa thuộc họ Cẩm chướng. Loài này được Hausskn. miêu tả khoa học đầu tiên năm 1893.